# Kamiłła Ogun
Kamiłła Odżo Ogun (ros. Камилла Оджо Огун; ur. 7 maja 1999 w Biełgorodzie) – rosyjska koszykarka, występująca na pozycji niskiej skrzydłowej, reprezentantka kraju, od 2023 zawodniczka Panthers Osnabruck.

## Osiągnięcia
Stan na 19 maja 2024, na podstawie, o ile nie zaznaczono inaczej.

### Drużynowe
- Mistrzyni Belgii (2021)
- Finalistka Pucharu Rosji (2016)
- Uczestnik rozgrywek Eurocup (2015–2022)

### Indywidualne
(* – nagrody przyznane przez portal eurobasket.com)
- Zaliczona do*:
  - III składu ligi belgijskiej (2021)
  - honorable mention ligi belgijskiej (2022)

### Reprezentacja
Seniorska
- Uczestniczka:
  - mistrzostw Europy (2021 – 6. miejsce)[4]
  - kwalifikacji do:
    - mistrzostw świata (2022)
    - Eurobasketu (2019)

Młodzieżowe
- Mistrzyni Europy U–16 (2014)[5]
- Wicemistrzyni:
  - świata U–19 (2015)[6]
  - Europy U–20 (2019)[7]
- Brązowa medalistka mistrzostw Europy U–18 (2016)[8]
- Uczestniczka mistrzostw Europy:
  - U–20 (2018 – 13. miejsce, 2019)[9]
  - U–16 (2014, 2015 – 8. miejsce)[10]